# Nampula (provins)

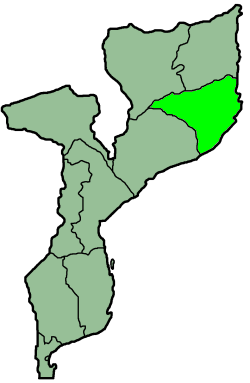
Karta över Moçambique med Nampula markerat i klargrönt.

Nampula är en provins i nordöstra Moçambique. Den har kust mot Moçambiquekanalen, som är den del av Indiska oceanen som ligger mellan Moçambique och Madagaskar. Nampula är den folkrikaste provinsen i landet och har 4 076 642 invånare (2007) på en yta av 81 606 km². Den administrativa huvudorten är staden Nampula. 

## Administrativ indelning
Provinsen är indelad i 20 distrikt och 1 stad. 
- Distrikt:
  - Angoche, Eráti, Ilha de Moçambique, Lalaua, Malema, Meconta, Mecubúri, Memba, Mogincual, Mogovolas, Moma, Monapo, Mossuril, Muecate, Murrupula, Nacala-Porto, Nacala-a-Velha, Nacarôa, Nampula-Rapale, Ribáue
- Stad:
  - Nampula

I praktiken är även distrikten Ilha de Moçambique och Nacala-Porto städer, eftersom dessa distrikt motsvarar stadsgränserna för deras huvudorter. 